# Arrangement in Gray and Black, No. 1
Arrangement in Gray and Black, No. 1 of Arrangement in Grey and Black: The Artist's Mother, in de volksmond beter bekend als Whistler's Mother, is een schilderij dat de Amerikaanse schilder James McNeill Whistler in 1871 in Londen maakte. Het werk behoort tot de collectie van het Musée d'Orsay in Parijs.

## Beschrijving
Het schilderij toont Whistlers moeder. Zij ontvluchtte tijdens de Amerikaanse Burgeroorlog haar land om bij haar zoon in Londen te gaan wonen.
Het schilderij toont Anna's bescheidenheid, strengheid en vroomheid; Anna was een puriteinse vrouw. Daarnaast symboliseert het schilderij traditionele familiewaarden, affectie voor ouders en het moederschap.

## Symbool
Sinds de jaren dertig van de twintigste eeuw, toen het schilderij voor een tentoonstelling in het Museum of Modern Art naar de Verenigde Staten kwam, wordt het in het geboorteland van de schilder als een nationaal icoon gezien. Hierop volgde een reis langs verschillende musea verspreid over het hele land. Tijdens deze tentoonstellingen werd het werk ook gezien door de moeder van Franklin D. Roosevelt. Een gravure van het schilderij werd als symbool voor 'alle Amerikaanse moeders' op een Amerikaanse postzegel afgebeeld in 1934.

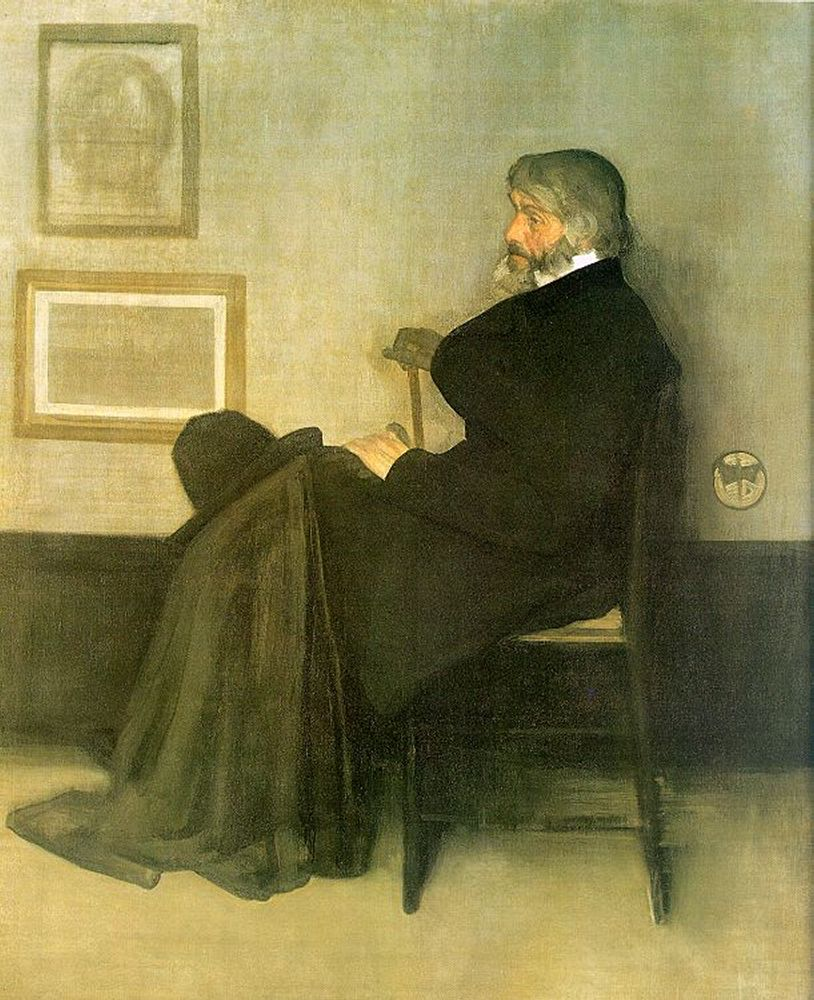
Arrangement in Gray and Black, No. 2 (Thomas Carlyle)

## Culturele verwijzingen
In verschillende films en televisie series wordt verwezen naar Whistler's mother:
- In Rowan Atkinsons film Bean: The Ultimate Disaster Movie (1997) speelt het schilderij een grote rol.
- Sing and Like It (1934)
- The Fortune Cookie (1966)
- In verschillende afleveringen van The Simpsons

- Bibliothèque nationale de France: cb14537108x (data)
- Gemeinsame Normdatei: 4764623-8
- Joconde: 000PE021219
- Nationale Bibliotheek van Israël: 987007318933705171
- Système universitaire de documentation: 077500156
- Virtual International Authority File: 184402409